# Sigmund Jähn
Sigmund Werner Paul Jähn (* 13. Februar 1937 in Morgenröthe-Rautenkranz; † 21. September 2019 in Strausberg) war ein deutscher Jagdflieger, Kosmonaut und Generalmajor der NVA. Er flog als erster Deutscher in den Weltraum.

## Laufbahn vor der Kosmonautenausbildung
Sigmund Jähn wurde als Sohn eines Sägewerkarbeiters und einer Hausfrau im Vogtland geboren. Nach der Volksschule absolvierte er von 1951 bis 1954 eine Lehre zum Buchdrucker. Danach war er Pionierleiter an der Zentralschule in Hammerbrücke. Am 26. April 1955 trat Jähn seinen Wehrdienst bei der VP-Luft, dem Vorläufer der Luftstreitkräfte der DDR, in Preschen an. Nach seiner Grundausbildung wurde er ab 1956 als Offiziersschüler an der Offiziersschule der LSK/LV in Kamenz und an der Fliegerschule in Bautzen, der Vorläufereinrichtung der späteren OHS für Militärflieger in Bautzen, zum Flugzeugführer ausgebildet. Im Jahre 1958 kehrte er in sein Geschwader, das Jagdfliegergeschwader 8, nach Preschen zurück und wurde 1960 mit seinem Geschwader an den endgültigen Standort Marxwalde (jetzt wieder Neuhardenberg) verlegt. Während seiner Fliegerlaufbahn rettete er sich mit dem Schleudersitz aus einer abstürzenden Mig-17. Von 1961 bis 1963 war Jähn Stellvertreter des Kommandeurs für Politarbeit einer Geschwaderstaffel. Danach leitete er bis 1965 im Geschwader den Bereich Lufttaktik/Luftschießen. Parallel legte er 1965 das Abitur ab. Im Anschluss daran wurde er zu einem Studium an die Militärakademie der Luftstreitkräfte „J. A. Gagarin“ in Monino bei Moskau delegiert. Er schloss dieses Studium als Diplom-Militärwissenschaftler ab. Von 1970 bis 1976 bekleidete Jähn die Funktion eines Inspekteurs für Jagdfliegerausbildung und Flugsicherheit beim Stellvertreter des Chefs LSK/LV für Ausbildung der Luftstreitkräfte im Kommando LSK/LV.
Im Rahmen des Interkosmos-Programms kamen Oberstleutnant Jähn und drei weitere Kandidaten (Eberhard Köllner, Rolf Berger und Eberhard Golbs) ab 1976 in die engere Wahl zur Kosmonautenausbildung. Jähn und Köllner erhielten den Zuschlag und wurden in die erste Interkosmosgruppe aufgenommen. Neben Jähns Flugerfahrung und seinen sehr guten Russischkenntnissen trugen auch seine Arbeiterherkunft und sein früher Eintritt in die SED zu seiner Auswahl bei.

## Flug ins All

### Vorbereitung
Seit 1976 wurde Jähn zusammen mit Eberhard Köllner als seinem Ersatzmann für einen Raumflug im Rahmen des Interkosmos-Programms im Sternenstädtchen bei Moskau ausgebildet. Im Institut für Luftfahrtmedizin der NVA in Königsbrück wurden die beiden potenziellen Kosmonauten vor allem von dem Wissenschaftler Hans Haase medizinisch auf den Raumflug vorbereitet. Anfangs war Jähn nicht Bykowski, sondern Alexei Leonow zugeteilt.

### Aufenthalt im All

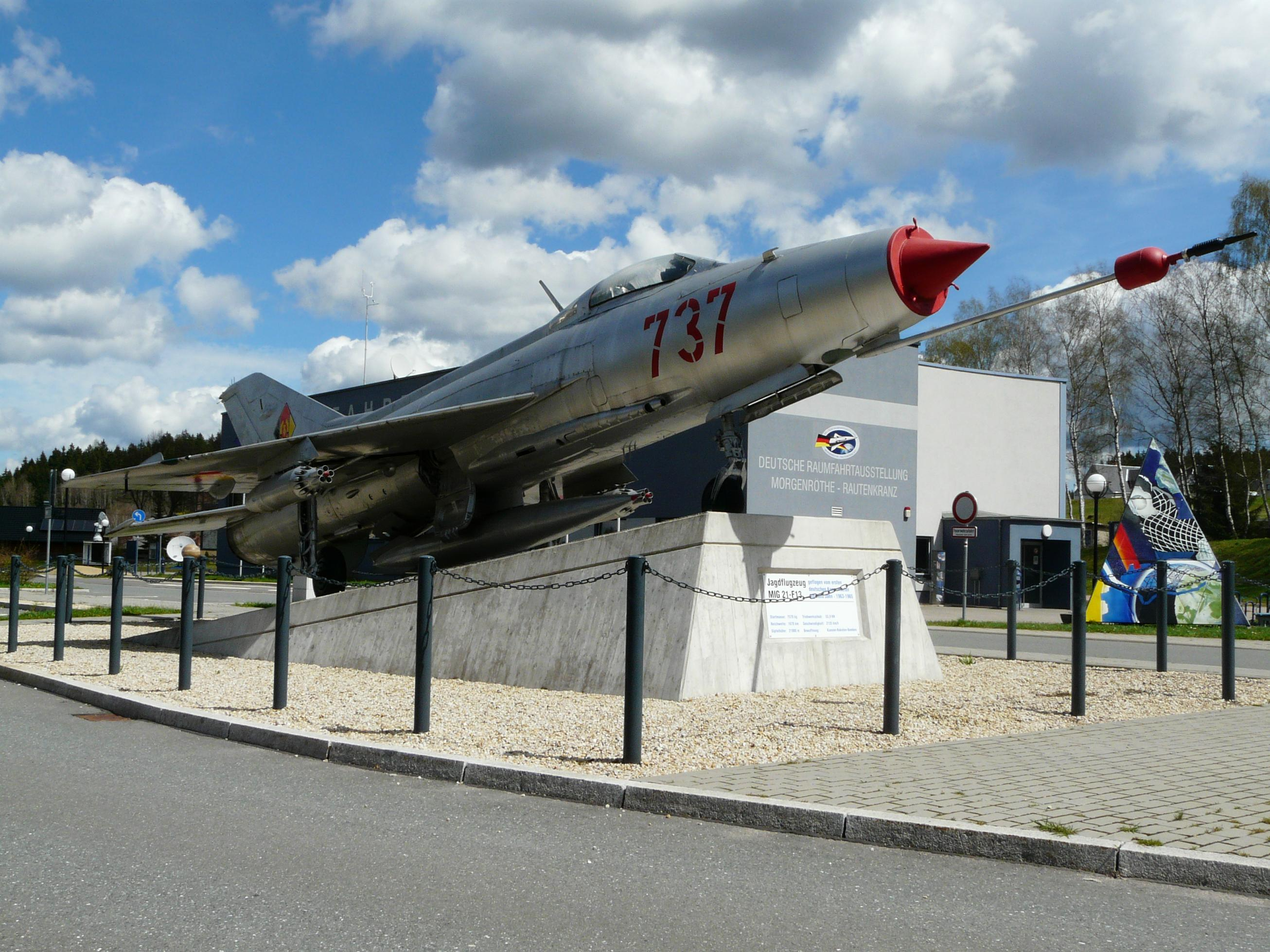
Jagdflugzeug MiG-21, das auch von Jähn geflogen wurde, vor der Deutschen Raumfahrtausstellung in Morgenröthe-Rautenkranz (2015)

Jähn flog am 26. August 1978 in der sowjetischen Raumkapsel Sojus 31 zusammen mit Waleri Fjodorowitsch Bykowski zur sowjetischen Raumstation Saljut 6. Der Flug dauerte 7 Tage, 20 Stunden, 49 Minuten und 4 Sekunden. Während der 124 Erdumkreisungen führte Jähn zahlreiche Experimente durch. Dazu zählten wissenschaftlich-technische Experimente mit der Multispektralkamera MKF 6 zur Erdfernerkundung, materialwissenschaftliche Experimente, Experimente zur Kristallisation, Formzüchtung und Rekristallisation sowie Züchtung eines Monokristalls, medizinische Experimente, Untersuchung der Auswirkungen der Schwerelosigkeit auf das Sprechvermögen, arbeitspsychologische Untersuchungen, Überprüfung der Hörempfindlichkeit der Stammbesatzung, biologische Experimente zum Zellwachstum in der Schwerelosigkeit und zur Verbindung von Mikroorganismen mit organischen Polymeren und anorganischen Stoffen.
Bekannt wurde die im Fernsehen gezeigte Puppenhochzeit des von Jähn mitgebrachten DDR-Sandmännchens mit der sowjetischen Braunbär-Fernsehpuppe Mascha, die Bykowski gestellt hatte.
Sojus 31 blieb als Rückkehrkapsel für die Stammbesatzung an Saljut 6 angedockt, die maßgeschneiderten Sitze wurden in die Rückkehrkapsel Sojus 29 umgeladen.
Eine unerwartet harte Landung der Kapsel führte bei Jähn zu bleibenden Wirbelsäulenschäden. Wenige Meter über dem Boden riss eine Böe die am Fallschirm herabsinkende Kapsel wieder nach oben, weshalb diese recht hart aufprallte. Da der relativ kleine Kapsel-Kommandant den Schalter zur Loslösung des Fallschirms nur unter Schwierigkeiten verspätet erreicht hatte, löste sich der Schirm nicht rechtzeitig von der Landekapsel, wodurch diese sich mehrfach überschlug und durch die Steppe geschleift wurde.

### Rezeption

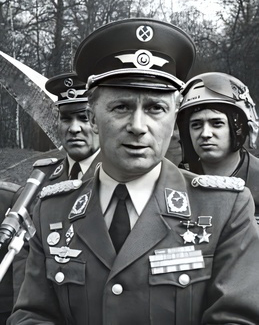
Sigmund Jähn mit seinen Medaillen als Held der DDR und Held der Sowjetunion, April 1981

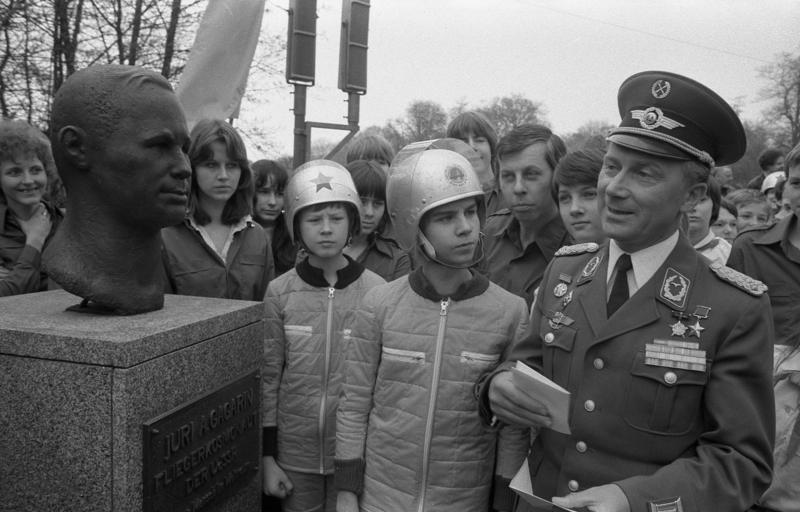
Sigmund Jähn vor der Büste von Juri Gagarin im Hain der Kosmonauten der Archenhold-Sternwarte, 1981

Die Berichterstattung über den Weltraumflug war generalstabsmäßig vorbereitet: Am Morgen des 26. August 1978 erhielten die Chefredakteure der DDR-Radiosender und Zeitungen je drei nummerierte, verschlossene Briefe. Je nach Verlauf des Fluges (erfolgreich, tödlich verunglückt, Notlandung im „Feindesland“) sollte der entsprechende Brief nach telefonischer Anweisung geöffnet und verlesen bzw. veröffentlicht werden. Die Briefe mit den beiden negativen Varianten wurden danach von Boten wieder eingesammelt.
Jähns Weltraumflug wurde in den Medien der DDR ausgiebig behandelt und gefeiert, stellte doch der kleinere deutsche Staat den ersten Deutschen im All. Am Sonntag, dem 27. August 1978, gab das Neue Deutschland eine Sonderausgabe heraus mit der Schlagzeile „Der erste Deutsche im All – ein Bürger der DDR“, obwohl das Demonym „Deutscher“ in den DDR-Medien gewöhnlich nicht verwendet wurde. Auch die Aktuelle Kamera brachte zahlreiche Sondersendungen.
Nach seiner Rückkehr erhielt Jähn die Auszeichnungen Held der DDR und Held der Sowjetunion. Im Hain der Kosmonauten vor der Ost-Berliner Archenhold-Sternwarte wurde eine Büste mit seinem Abbild enthüllt. Auch Schulen, Freizeitzentren, Straßen sowie ein Frachtschiff des Typs Neptun 421 erhielten schon zu Lebzeiten seinen Namen. Die Büste Jähns wurde 1990 entfernt, aber am 22. Februar 2008 im Statistischen Landesamt Sachsen wieder aufgestellt und mit einer Ehrung wieder enthüllt.

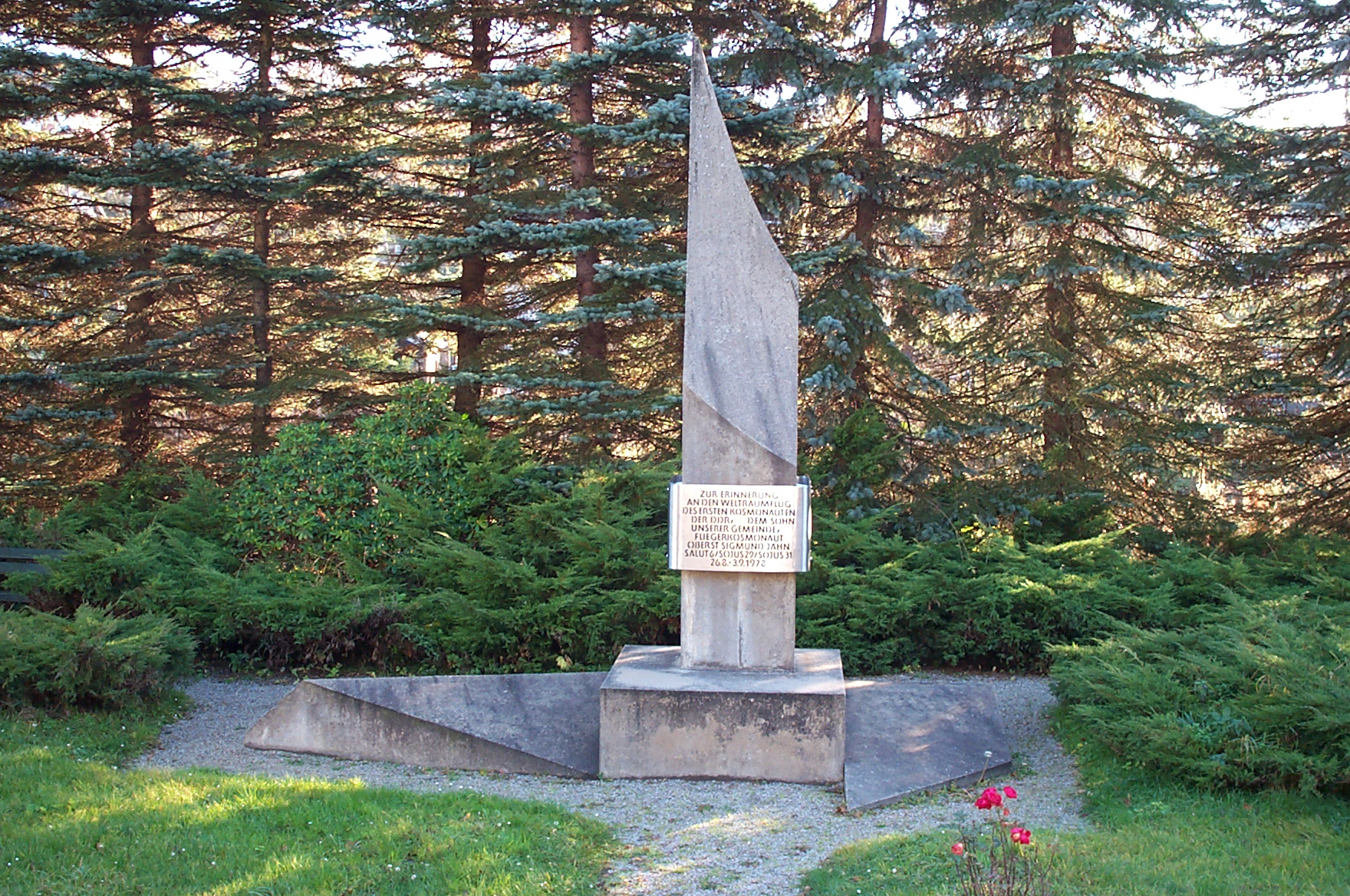
Stele mit Gedenktafel in Morgenröthe-Rautenkranz zur Erinnerung an den Weltraumflug von Sigmund Jähn

Ein Jahr nach Jähns Flug wurde in seinem Geburtsort Morgenröthe-Rautenkranz im vormaligen Bahnhof eine Ausstellung über den Weltraumflug eingerichtet. In den Jahren 1991/92 wurde diese Ausstellung stark erweitert und nennt sich seitdem Deutsche Raumfahrtausstellung. Seit 2007 ist die nochmals erweiterte Ausstellung in einem neuen Gebäude unweit des alten Standorts untergebracht. Die Sternwarte in Rodewisch, in der der erste künstliche Erdtrabant, Sputnik 1, weltweit das erste Mal beobachtet wurde, ist seit 1979 nach Jähn benannt.
Weiterhin wurde in Morgenröthe-Rautenkranz eine 4,5 m hohe Stele mit Gedenktafel zur Erinnerung an den Raumflug des ersten deutschen Kosmonauten errichtet.
Bekannt wurde auch eine Darstellung Jähns im 2003 veröffentlichten Spielfilm Good Bye, Lenin! Neben der Wiedergabe von Originalaufnahmen der Puppenhochzeit im Weltraum verkörpert dort ein Jähn sehr ähnlich sehender Taxifahrer (gespielt von Stefan Walz) in einem fiktiven Bericht der Aktuellen Kamera den vorgeblich 1990 zum Staatsratsvorsitzenden der DDR ernannten Sigmund Jähn, der die Grenzen zur Bundesrepublik Deutschland öffnet.
Aus Anlass von Jähns 80. Geburtstag veranstaltete der Mitteldeutsche Rundfunk in seinem Fernsehprogramm in der Nacht vom 12. zum 13. Februar 2017 einen dreieinhalbstündigen Themenabend Sigmund Jähn und die Helden der Sterne.
Dreißig Jahre nach seinem Weltraumflug sagte Jähn: „Die Jubelberichterstattung war aber keine Musik in meinen Ohren, zum Volkshelden wollte ich mich nicht machen lassen. (…) Im Rampenlicht zu stehen fand ich anstrengender als die Reise ins All.“
2018 konstatierte Die Zeit: „Bis heute kennen den ersten Deutschen im Weltraum viele Westdeutsche nicht. (...) Umgekehrt aber gilt: Alle ehemaligen DDR-Bürger wissen, wer Sigmund Jähn ist.“

## Weitere Karriere

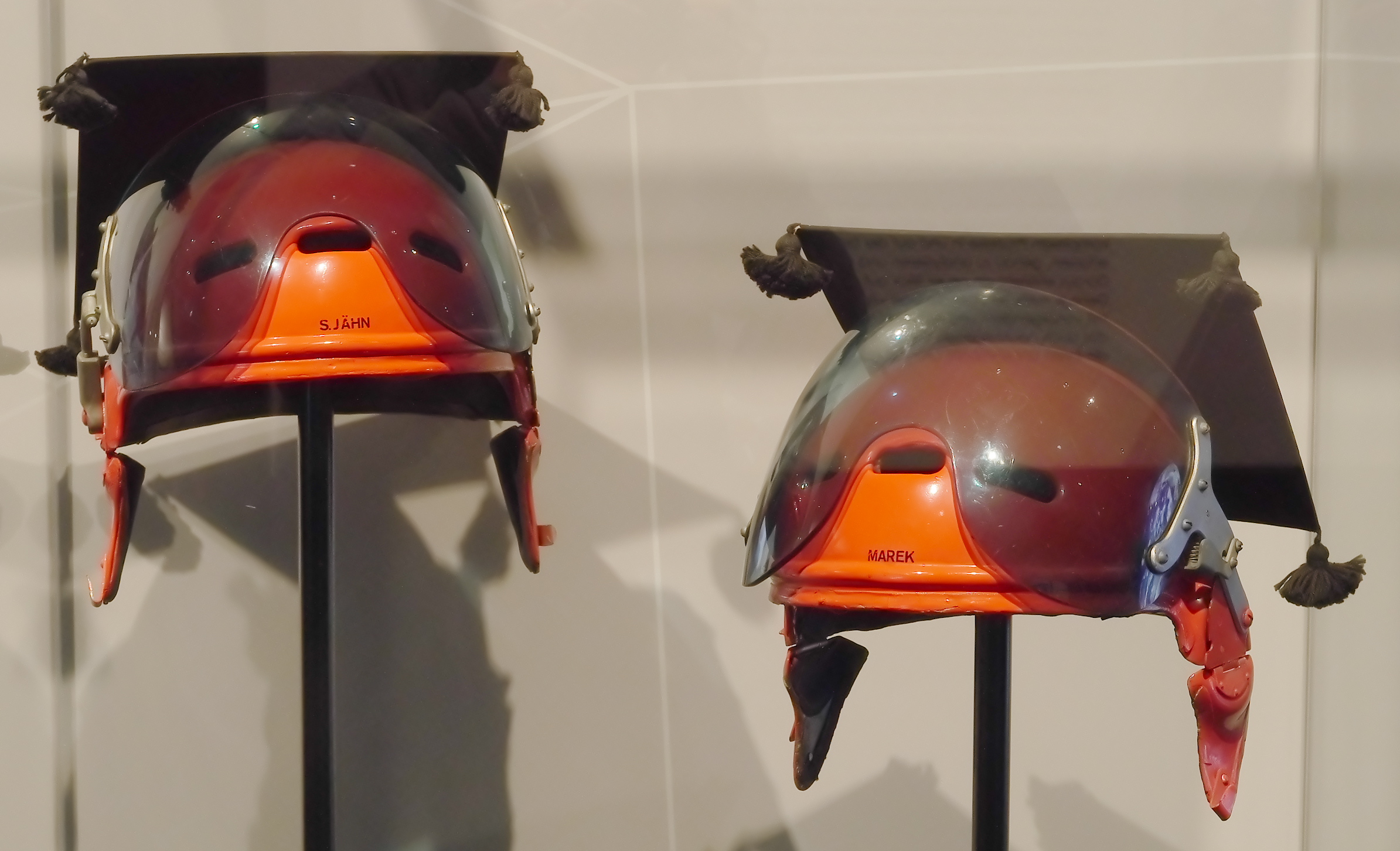
Doktorhüte aus Fliegerhelmen der Nationalen Volksarmee von Sigmund Jähn und Karl-Heinz Marek von 1983

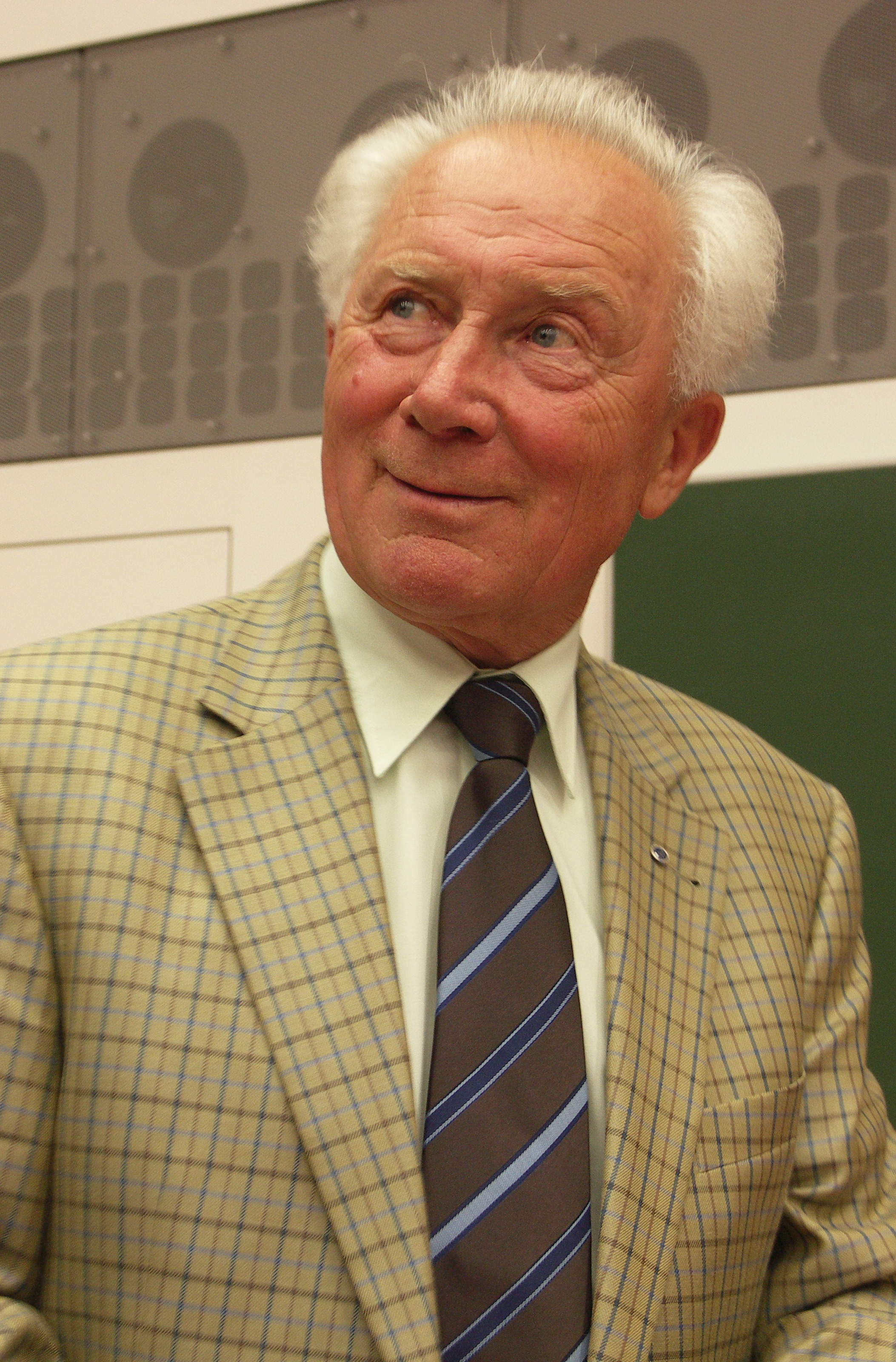
Sigmund Jähn im Mai 2009

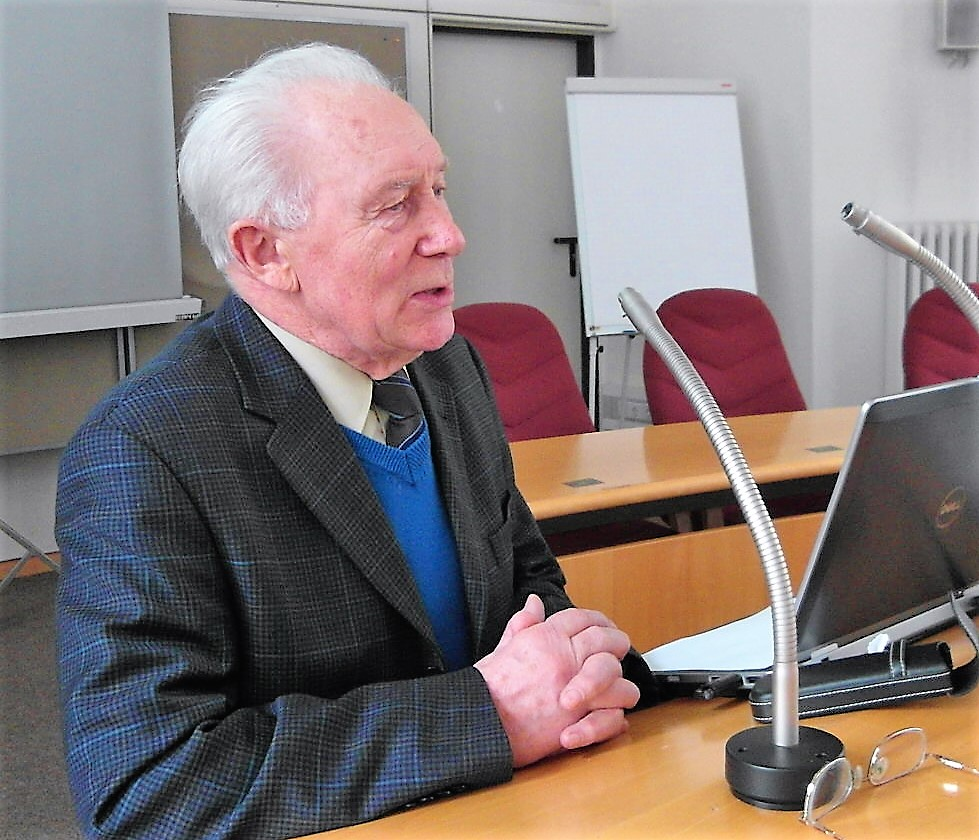
Jähn bei seiner Dankesrede für die Laudatio in der Leibniz-Sozietät der Wissenschaften zu Berlin anlässlich seines 80. Geburtstages 2017

Nach der erfolgreichen Raumfahrtmission Sojus 31 wurde Jähn 1978 zum Oberst befördert und zum stellvertretenden Leiter des Zentrums für Kosmische Ausbildung im Kommando LSK/LV berufen. 1979 wurde er Chef dieses Zentrums und blieb es bis 1990.
Im Jahr 1983 promovierte Jähn am Zentralinstitut für Physik der Erde der Akademie der Wissenschaften der DDR in Potsdam auf dem Gebiet der Fernerkundung der Erde zum Dr. rer. nat. Dies geschah unter der Leitung von Karl-Heinz Marek, der zu diesem Zeitpunkt Leiter des Bereichs Fernerkundung des Zentralinstituts war. Jähns Doktorarbeit beruhte unter anderem auf den gemeinsamen wissenschaftlichen Ausarbeitungen und Auswertungen des Fluges.
Jähn gehörte 1985 zu den Gründungsmitgliedern der Association of Space Explorers.
Am 1. März 1986 wurde Jähn zum Generalmajor ernannt. Er gehörte am 2. Oktober 1990 neben Generalmajor Lothar Engelhardt und Admiral Theodor Hoffmann zu den letzten Kommandostabsoffizieren, die aus der NVA entlassen wurden und für die es kein Verbleiben geben sollte.
Nachdem die bundesdeutsche Luft- und Raumfahrtorganisation DLR auch mit der russischen Raumfahrtbehörde zusammenarbeitete, wurde Jähn Berater für die ESA (European Space Agency) im russischen Raumfahrtzentrum, eine Position, die er mit Unterstützung seines westdeutschen Astronautenkollegen Ulf Merbold erhalten hatte. Er blieb es für die Dauer von 15 Jahren. Jähn hatte Merbold bereits 1984 am Rande einer Tagung in Salzburg kennengelernt.

## Privatleben
Sigmund Jähn lebte bis zuletzt in Strausberg, war verheiratet und hatte zwei Töchter. Bei der Rückkehr aus dem Weltraum wurde er mit einem Foto seines kurz vor dem Start geborenen Enkels empfangen, was jedoch in der DDR-Medienberichterstattung verschwiegen wurde, da die Großvater-Rolle nicht in das angestrebte Image gepasst hätte. Jähn starb am 21. September 2019 und wurde auf dem evangelischen St.-Marien-Friedhof in Strausberg beigesetzt. Seine Frau Erika starb wenige Tage nach ihm und wurde im selben Grab bestattet. Er war Atheist.

## Ehrungen

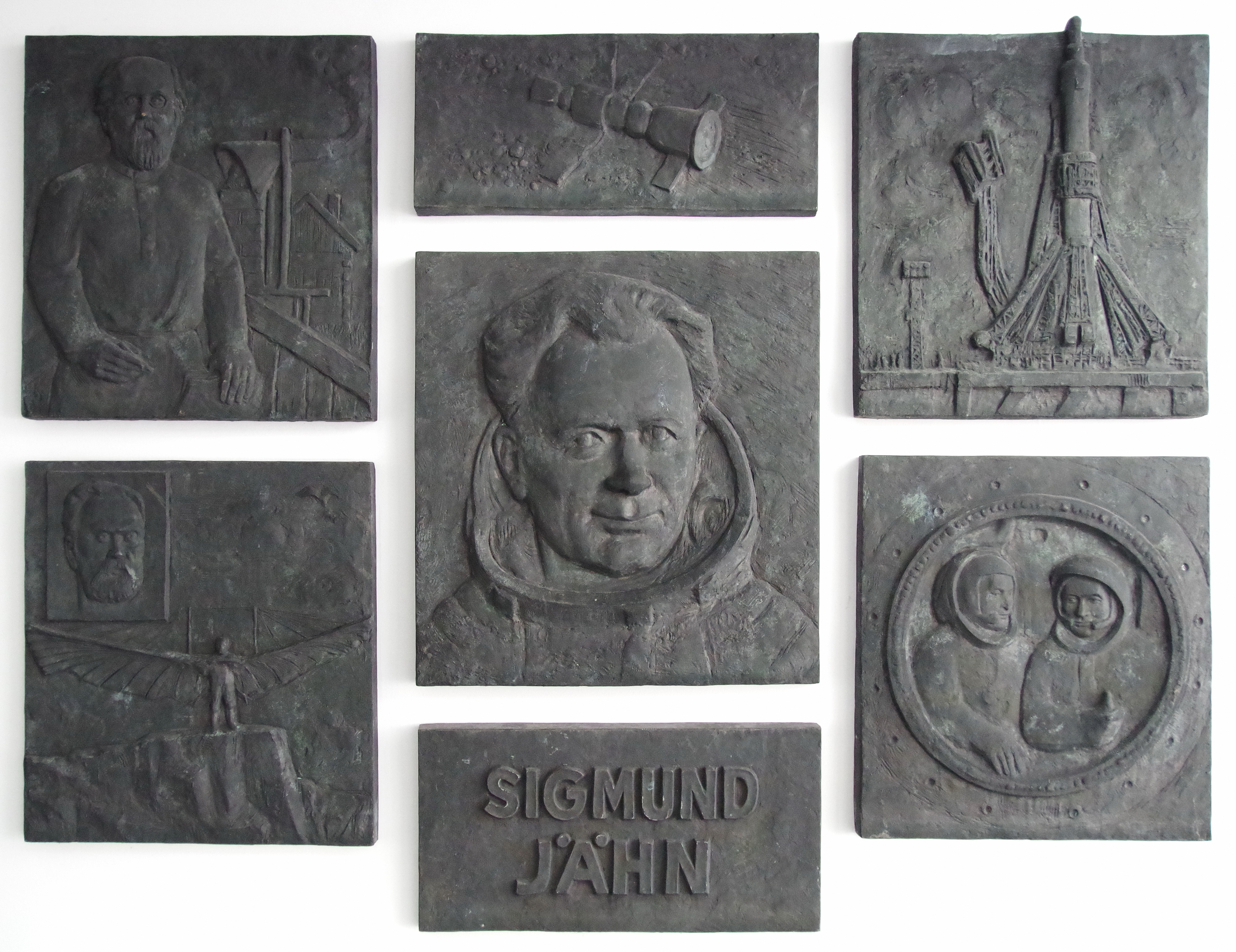
Relieftafeln des ehemaligen Denkmals für die GST-Fliegerschule „Fliegerkosmonaut Sigmund Jähn“ am Flugplatz Chemnitz-Jahnsdorf

- 1977: Verdienter Militärflieger der DDR
- 1978: Held der Sowjetunion
- 1978: Held der DDR
- 1978: Karl-Marx-Orden (gemäß Verleihungsbestimmungen Held der DDR)
- 1978: Leibniz-Medaille der Akademie der Wissenschaften der DDR[20]
- Sigmund Jähn war einziger Träger des Ehrentitels Fliegerkosmonaut der Deutschen Demokratischen Republik.
- Das 1978 auf der Peißnitzinsel in Halle (Saale) eröffnete Raumflugplanetarium wurde nach ihm benannt. Nach Abriss dieses Bauwerks wegen eines Hochwasserschadens wurde für den Nachfolgebau im Jahr 2021 der Name Planetarium Halle (Saale) gewählt.[21]
- 1978: Ehrenbürger von Ost-Berlin, nach der Wiedervereinigung Ehrenbürger von Berlin. Das Bild der Kosmonauten Jähn und Bykowski hängt in der Ehrengalerie des Abgeordnetenhauses von Berlin.
- Am 30. März 1979 wurde ihm zu Ehren von der Deutschen Seereederei Rostock ihr zweites Frachtschiff aus der Serie „Frachter ‚Cam Doussié‘ (Typ Neptun, 4. Modifikation)“, NEPTUN-421 (DSR), mit dem Namen Fliegerkosmonaut der DDR Sigmund Jähn in den Dienst gestellt. Dies war nicht nur der längste DSR-Schiffsname aller Zeiten, sondern seinerzeit auch der weltlängste, der sogar Aufnahme in das Guinness-Buch der Rekorde gefunden haben soll. Sigmund Jähn war dies peinlich. (s. Literatur 5 und 6)
- 25. September 1979: Grundschule in Fürstenwalde/Spree nach Sigmund Jähn benannt.[22]
- 1979 wurde dem Kosmonautenzentrum im Naherholungsgebiet Küchwald in Karl-Marx-Stadt (jetzt Chemnitz) der Ehrenname „Sigmund Jähn“ verliehen, welchen es bis heute trägt.[23]
- 1979: Sternwarte und Planetarium in Rodewisch werden nach Jähn benannt.
- 1982 wurde der GST-Fliegerschule in Jahnsdorf der Ehrenname GST-Fliegerschule „Fliegerkosmonaut Sigmund Jähn“ verliehen und ein Denkmal errichtet.
- Am 5. Oktober 1982: Ehrenbürger seines Wohnorts Strausberg nahe Berlin.
- 1998: Dr. Friedrich Joseph Haass-Preis des Deutsch-Russischen Forums.
- 1999: Medienpreis Goldene Henne. Die Popgruppe Die Prinzen veröffentlichte in diesem Jahr ihren Song Wer ist Sigmund Jähn? auf ihrem Album So viel Spaß für wenig Geld.[24]
- Im Jahr 2001 wurde der am 27. Januar 1998 an der Volkssternwarte Drebach im Erzgebirge entdeckte Asteroid 1998 BF14 nach Jähn benannt und trägt die Bezeichnung (17737) Sigmundjähn.
- 2002: Ehrenbürger von Morgenröthe-Rautenkranz.
- 20. Januar 2007: Ehrenbürger von Neuhardenberg. Dort wurde an Jähns einstigem Wohnhaus (in Marxwalde) eine Gedenktafel enthüllt.
- 2011: Ehrenmitglied der Leibniz-Sozietät der Wissenschaften zu Berlin.
- 3. Mai 2012: (zum zweiten Mal) Ehrenbürger seines Wohnorts Strausberg.
- Der deutsche Astronaut Alexander Gerst nahm 2014 auf seinem ersten Flug zur ISS ein Abzeichen mit Abbildungen von Bykowski und Jähn mit und sandte Jähn ein Foto davon.[1]
- Am 29. September 2017 wurde im sächsischen Dommitzsch eine Grundschule nach dem Kosmonauten benannt.[25]
- Seit 1. Januar 2020 trägt die ehemalige Bahnhofstraße in Morgenröthe-Rautenkranz den Namen Dr.-Sigmund-Jähn-Straße.[26]

## Darstellung Jähns in der bildenden Kunst der DDR
- Gerhard Kettner: Sigmund Jähn (Bleistiftzeichnung, 41,5 × 30 cm, 1980)[27]
- Paul Michaelis: Oberst Sigmund Jähn – Fliegerkosmonaut der DDR (1980, Öl, 124 × 95 cm; Militärhistorisches Museum der Bundeswehr)[28]

## Zitate
„Liebe Fernsehzuschauer der Deutschen Demokratischen Republik,
ich bin sehr glücklich darüber, als erster Deutscher an diesem bemannten Weltraumflug teilnehmen zu dürfen“

„Die Stimme des Flugleiters im Kopfhörer klang fast feierlich: ‚Podjom – Aufstieg!‘ Es war zuerst, als würde es in weiter Ferne donnern. Das dumpfe Grollen kam schnell näher und näher. Die Rakete begann zu vibrieren, als zitterte sie, so schnell wie möglich vom Krater des Vulkans wegzukommen, auf dem sie saß. Ich sah es zwar nicht aus unserer Kapsel 50 Meter über der Erde, aber Augenzeugen berichteten mir später von diesem einmaligen Schauspiel. Es sah aus wie ein feuerspeiender Drachen, der ein Meer aus Flammen und Rauch ausstieß. Rot, gelb, blau und violett tobten die Strahlen aus den fünf Triebwerken. Ein faszinierender Anblick. Meine Pulswerte waren erhöht. Aber dieses Herzklopfen war keine Angst, eher anregend. Und was ich dann sah, war totale Glückseligkeit: Unsere Erde, in leuchtendes Blau gehüllt. Einfach traumhaft.“

„Als Pilot konnte ich dem Angebot, so eine Raumkapsel zu fliegen, einfach nicht widerstehen …“

„Der Mensch ist so weit fortgeschritten, wissenschaftlich, technisch, dass er mit Raumschiffen um die Erde fliegt. Und auf der Erde schlägt er sich mit dem anderen die Birne ein wie in der Steinzeit. Das kommt einem schon sehr plastisch vor, wenn man in 90 Minuten einmal rum ist um diese kleine Erde.“

## Publikationen
- Erlebnis Weltraum. Militärverlag der DDR, Berlin 1983, ISBN 3-327-00710-1, 3. unveränderte Auflage, Berlin 1985.
- Peter Frieß, Andreas Fickers (Hrsg.): Ulf Merbold und Sigmund Jähn sprechen über die Entwicklung der Raumfahrt in beiden Teilen Deutschlands während des Kalten Kriegs und nach der Vereinigung (= TechnikDialog. Heft 2). Deutsches Museum, Bonn 1993, OCLC 907718673 (die ISBN 3-924183-91-0 wurde zweimal vergeben).

## Film- und Tondokumentationen
- Thomas Gaevert: „Forschungskosmonaut und Bürger der DDR – Die Mission des Sigmund Jähn“. Produktion: Südwestrundfunk 2001 – 30 Minuten; Erstsendung: 8. Januar 2002 auf SWR 2
- Raumzeit: Interview 2011 mit Sigmund Jähn – 50 Jahre Menschen im All (podcast)
- Filmdokumentation des MDR „Sigmund Jähn – ein Vogtländer im Weltall“. 2022.[29]